# Mydaea flavitarsata
Mydaea flavitarsata este o specie de muște din genul Mydaea, familia Muscidae, descrisă de Fritz Isidore van Emden în anul 1965.
Este endemică în Myanmar. Conform Catalogue of Life specia Mydaea flavitarsata nu are subspecii cunoscute.